# M. S. Narasimhan
M. S. Narasimhan (Mudumbai Seshachalu Narasimhan; Thandara, Tamil Nadu, 7 de junho de 1932 
– 16 de maio de 2021) foi um matemático indiano.
Foi palestrante convidado do Congresso Internacional de Matemáticos em Nice (1970: Geometry of moduli spaces of vector bundles).
Dentre seus orientados constam S. Ramanan, M.S. Raghunathan, T. R. Ramadas e Vijay Kumar Patodi.

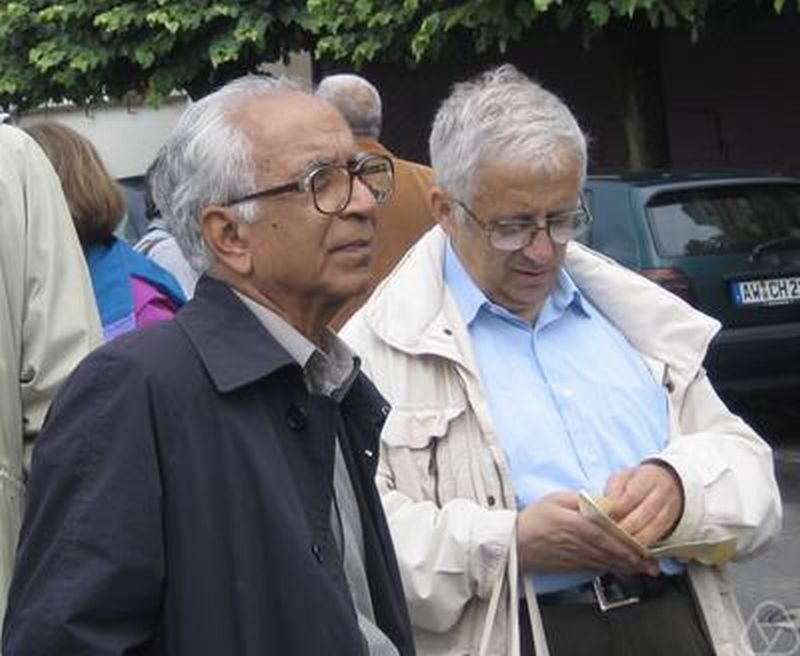
M. S. Narasimhan (esquerda) 2007 com Grigory Margulis

## Obras
- Collected Papers. 2 Bde. New Delhi 2007 (Inhalt:).
- com C. S. Seshadri: Stable and unitary vector bundles on a compact Riemann surface. Annals of Mathematics Volume 82, 1965, p. 540-567.
- com Ramanan: Existence of universal connections. American Journal of Mathematics. 1961, 1963